# Christoph Waltz
Christoph Waltz (født 4. oktober 1956 i Wien) er en tysk-østrigsk skuespiller bedst kendt for sin rolle som Hans Landa i filmen Inglourious Basterds fra 2009.
For denne rolle blev han tildelt både en Golden Globe og en Oscar for bedste mandlige birolle.

## Filmografi
- Inglourious Basterds (2009) som Hans Landa
- The Green Hornet (2011) som Chudnofsky
- Water for Elephants (2011) som August
- The Three Musketeers (2011) som Cardinal Richelieu
- Carnage (2011) som Alan Cowen
- Django Unchained (2012) som Dr. King Schultz
- Epic (2013) som Mandrake (stemme)
- The Zero Theorem (2013) som Qohen Leth
- Big Eyes (2014) som Walter Keane
- Spectre (2015) som Ernst Stavro Blofeld
- The Legend of Tarzan (2016) som Léon Rom
- Tulip Fever (2017) som Cornelis Sandvoort
- Downsizing (2017) som Dusan Mirkovic
- Alita: Battle Angel (2019) som Dr. Dyson Ido
- Georgetown (2019) som Ulrich Mott
- Rifkin's Festival (2020) som Døden
- The French Dispatch (2021) som Paul Duval
- No Time to Die (2021) som Ernst Stavro Blofeld
- Guillermo del Toro's Pinocchio (2022) som Count Volpe (stemme)
- Dead for a Dollar (2022) som Max Borlund
- The Portable Door (2023) som Humphrey Wells